# دایتون مکناتن پروبین
دایتون مکناتن پروبین (انگلیسی: Dighton Probyn; ۲۱ ژانویهٔ ۱۸۳۳ – ۲۰ ژوئن ۱۹۲۴) فرد نظامی اهل پادشاهی متحد بریتانیای کبیر و ایرلند بود. وی همچنین برندهٔ جوایزی همچون صلیب ویکتوریا شده‌است.